# Charles Thomas (político)
Charles Thomas (23 de junho de 1790 - 8 de fevereiro de 1848) foi um político norte-americano que foi governador do estado do Delaware, no período de 1823 a 1824.